# Кленова (річка)
Кленова — річка в Україні, у Звягельському районі Житомирської області. Права притока Перевезні (басейн Прип'яті).

## Опис
Довжина річки 10 км. Висота витоку річки над рівнем моря — 212 м; висота гирла над рівнем моря — 200 м; падіння річки — 12 м; похил річки — 1,2 м/км, найкоротша відстань між витоком і гирлом — 6,23  км, коефіцієнт звивистості річки — 1,61 . Площа басейну водозбору 44 км². Річка формується з багатьох безіменних струмків.

## Розташування
Бере свій початок в урочищі Гути Корецької на південно-західній стороні від села Кленова. Тече на південний захід учерех урочище Березівку і на північно-західній стороні від Лучиці впадає у річку Перевезню, праву притоку Случі.